# Bythocaris gracilis
Bythocaris gracilis är en kräftdjursart som beskrevs av Sidney Irving Smith 1885. Bythocaris gracilis ingår i släktet Bythocaris och familjen Hippolytidae. Inga underarter finns listade i Catalogue of Life.